# Рами Леви ха-Шикма (торговая сеть)
Рами Леви Ха-шикма Маркетинг (ивр. רמי לוי שיווק השקמה‎, Рами Леви Шивук ха-шикма) — третья по величине израильская сеть розничных супермаркетов (после Шуферсаль и Alon Holding  Blue Square Ltd.), с годовой выручкой 1,14 миллиардов шекелей (401 миллионов долларов США). Основана в 1976 году в Иерусалиме, на улице Ха-шикма (ивр. השקמה‎, Сикомор) в районе рынка Махане Иегуда. Магазин, основанный Рами Леви был первым дисконтным магазином в Израиле, средняя цена корзины товаров была ниже, чем у конкурентов на 20 %. Компания стала публичной на Тель-Авивской фондовой бирже (RMLI) в 2007 году. Компания диверсифицировала свою деятельность в сфере розничной торговли одеждой, недвижимостью и сотовой связью: 20 магазинов Rami Levy Communications продают услуги сотовой связи со скидкой.
Сеть  расширяет онлайн-сервис, запущено приложение «Rami Levy Digital Wallet», открыты дополнительные филиалы «Рами Леви по-соседству» . В сети работает 9000 человек.

## История
Компания Rami Levy Hashikma Marketing была основана Рами Леви (род. 1955, Иерусалим, Израиль). Его отец Рами был уроженцем Израиля, а мать была родом из Ирака, в семье было шесть детей. Рами Леви рос в бедности в районе Нахлаот. После окончания службы в армии в 1976 году он начал продавать товары по оптовым ценам напрямую физическим лицам из помещения площадью 40 квадратных метров, представляющего собой ларёк, наследство от деда на улице Ха-шикма (одной из торговых улиц рынка). Свою новую компанию он назвал в честь себя и этой улицы.
В начале 1980-х Леви открыл свой второй магазин на 80 квадратных метров. Первый супермаркет был открыт в иерусалимском районе Тальпиот в 1992 году; с тех пор в этом районе было открыто ещё два супермаркета.
В мае 2007 года компания, имеющая восемь филиалов и рыночную стоимость 430 миллионов шекелей, провела первичное публичное размещение акций на Тель-Авивской фондовой бирже. За два года количество филиалов увеличилось вдвое и достигло 16.
Рами Леви начал ценовые войны в Израиле, продвигая низкие цены и скидки в преддверии еврейских праздников. Например, в течение одной недели в 2008 году сеть продавала молоко по цене ниже, чем цена воды, цена на курицу была снижена до 0,79 шекелей за килограмм. На праздник Рош ха-Шана в 2010 году цена на курицу, яблоки и мед была снижена до 1 шекеля за килограмм. Аналогичные акции проводились к празднику Песах 2011 года.
Успех сети был объяснён управленческой стратегией и маркетинговыми навыками Рами Леви.
В 2013 году количество супермаркетов увеличилось до 24, в 2018 до  44 , в 2024 до 56.
В своем бизнесе Леви задействовал 20 членов семьи, включая свою жену, финансового директора Адину Леви, и вице-президента по операциям Шмулика Леви,. Управление многих магазинов осуществляется его родственниками.
Акции компании Рами Леви Ха-шикма Маркетинг торгуются по индексу TA-125.

## Локации
Супермаркеты Рами Леви расположены в нескольких районах Иерусалима, а также в Афуле, Акко, Ашдоде, Ашкелоне, Бат-Яме, Беэр -Шеве, Бейт-Шемеше, Эйлате, Хадере, Хайфе, Холоне, Кадиме, Кармиэле, Кастине, Кфар-Саба, Кирьят-Шмона, Лод, Мевасерет-Цион, Модиин, Нешер, Нетания, Нагария, Пардес-Ханна , Петах-Тиква, Раанана, Рамат-Ган, Рамат-ха -Хаяль, Реховот, Ришон-ле-Цион, Рош-Хааин, Тверия, Явне и Зихрон-Яаков.
На Западном Берегу также есть пять локаций: Бейтар-Иллит, Перекрёсток Гуш-Эцион,Шаар-Биньямин, Ариэль и Мишор-Адумим. Магазины Леви на Западном Берегу часто называют образцом арабо-еврейского сосуществования.
В них также закупались высокопоставленные чиновники Палестинской администрации. Однако Антиизраильская товарная кампания Палестинской Администрация добилась объявления официального бойкота сети в сентябре 2010 года.

## Диверсификация

### Собственные брендовые и аутлет-магазины
Рами Леви Ха-шикма Маркетинг продает товары (продукты питания, моющие средства и туалетные принадлежности) под собственным брендом Ха-мутаг (ивр. המותג‎, «бренд»). В некоторых магазинах есть точки продажи фаст-фуда со скидкой «Пицца Ха-шикма» и «Бургер Ха-шикма». В сеть также входит собственный магазин Yafiz, в котором продается недорогая одежда и обувь для мужчин, женщин, подростков, детей и младенцев.

### Рынок недвижимости
Рами Леви приобрел множество участков под застройку:
- В 2000— в иерусалимском районеХар-Ноф[англ.] (потенциал постройки 100 единиц жилья). Также вложил 145,5 миллионов шекелей (36,3 млн доллара США) в земельный участок на 265 квартир в иерусалимском комплексе Холиленд.
- 2008— куплены права на SBH Sha’ar L’Yerushalayim за 15 миллионов шекелей (3,95 миллионов доллара США), что сделало его контролирующим акционером компании, владеющей землей на Хеврон-роуд (240 жилых единиц, гостиница, коммерческие и промышленные помещения)
- 2009 —куплена доля Delek Real Estate's[англ.] в комплексе Иерусалимского железнодорожного вокзала за ~13 миллионов (3,6 миллионов долларов США); Участок рассчитан на 1000 единиц жилья
- 2010 — в партнёрстве куплено 13 домов за ~13 миллионов (3,6 миллионов долларов США) в иерусалимском районе Гиват-ха-Матос (потенциал на 1000 единиц жилья). Медленный прогресс в реализации приобретений компании, по словам Леви, был связан с бюрократической волокитой со стороны органов планирования[7]
- 2011—держателям облигаций предложено строительство жилья в израильском поселении Ноф Цион[англ.] в районе Джабель Мукабер[англ.] Восточного Иерусалима. Выбор между палестинско-американским бизнесменом Башаром Масри[англ.][24] и Рами Леви сделан в пользу последнего[25].

Рами Леви Ха-шикма Маркетинг владеет 65 % земли, на которой расположены её супермаркеты, в том числе около 35 тыс. квадратных метров земли в Мевасерет-Цион, Модиине, Гуш-Эционе и Пардес-Ханне. Компания использует собственный капитал — оценивается в 500 миллионов шекелей (139 миллионов долларов США) — на покупку коммерческой недвижимости.

### Сотовая связь
В сентябре 2010 года Rami Levy Hashikma Marketing стала четвёртой компанией в Израиле, получившей лицензию оператора мобильной виртуальной сети от Министерства связи Израиля. Было заявлено (2010 год), что будет открыта дочерняя компания Rami Levy Hashikma Marketing Communications Ltd. В феврале 2011 года Рами Леви подписал соглашение с израильским оператором мобильной связи Пелефон. В декабре 2011 года Rami Levy Communications открыла два филиала в Иерусалиме. Rami Levy Communications покупает блоки минут у других сотовых компаний и перепродает их потребителям по цене ниже, чем взимает компания-поставщик.

## Критика

### Деятельность в израильских поселениях
12 февраля 2020 года Организация Объединённых Наций опубликовала базу данных компаний, ведущих бизнес на Западном Берегу, включая Восточный Иерусалим, а также на оккупированных Голанских высотах. Компания Rami Levy Hashikma Marketing была внесена в эту базу.